# El Clan
El Clan – argentyńsko-hiszpański film kryminalny z 2015 roku, w reżyserii Pablo Trapero. Film przedstawia historię prawdziwej argentyńskiej rodziny Puccio, która w latach 80. XX wieku, zajmowała się porwaniami dla okupu i morderstwami.
Światowa premiera filmu miała miejsce 2 września 2015 roku, podczas 72. Międzynarodowego Festiwalu Filmowego w Wenecji, w ramach którego obraz brał udział w Konkursie Głównym. Na tym wydarzeniu obraz otrzymał drugą nagrodę festiwalu − Srebrnego Lwa. W Argentynie film prezentowany był od 13 sierpnia 2015 roku.
W Polsce film dystrybuowany wraz z dniem 13 marca 2016 roku, przez firmę Solopan.
Film został wyselekcjonowany jako oficjalny kandydat Argentyny do Oscara za najlepszy film nieanglojęzyczny podczas 88. ceremonii wręczenia Oscarów, nominacji jednak nie uzyskał.

## Obsada
- Guillermo Francella jako Arquímedes Puccio
- Peter Lanzani jako Alejandro Puccio
- Lili Popovich jako Epifanía Puccio
- Gastón Cocchiarale jako Maguila Puccio
- Giselle Motta jako Silvia Puccio
- Franco Masini jako Guillermo Puccio
- Antonia Bengoechea jako Adriana Puccio
- Stefanía Koessl jako Mónica
- Fernando Miró jako Anibal Gordon

i inni

## Nagrody i nominacje
72. Międzynarodowy Festiwal Filmowy w Wenecji
- nagroda: Srebrny Lew − Pablo Trapero
- nominacja: Złoty Lew − Pablo Trapero
- nominacja: Green Drop Award − Pablo Trapero

30. ceremonia wręczenia nagród Goya
- nagroda: najlepszy zagraniczny film hiszpańskojęzyczny − Pablo Trapero